# Адзопе
Адзопе (фр. Adzopé) — місто на південному сході Кот-д'Івуару, адміністративний центр однойменного округу у районі Лаґюн.

## Клімат
Місто знаходиться у зоні, котра характеризується кліматом тропічних саван. Найтепліший місяць — березень із середньою температурою 28.3 °C (82.9 °F). Найхолодніший місяць — серпень, із середньою температурою 25 °С (77 °F).
| Клімат Адзопе           | Клімат Адзопе | Клімат Адзопе | Клімат Адзопе | Клімат Адзопе | Клімат Адзопе | Клімат Адзопе | Клімат Адзопе | Клімат Адзопе | Клімат Адзопе | Клімат Адзопе | Клімат Адзопе | Клімат Адзопе | Клімат Адзопе |
| Показник                | Січ.          | Лют.          | Бер.          | Квіт.         | Трав.         | Черв.         | Лип.          | Серп.         | Вер.          | Жовт.         | Лист.         | Груд.         | Рік           |
| Середня температура, °C | 26,8          | 28,2          | 28,3          | 28,2          | 27,6          | 26,3          | 25,3          | 25            | 25,5          | 26,5          | 27,2          | 26,5          | 26,8          |
| Норма опадів, мм        | 10.8          | 59.7          | 122.8         | 141.7         | 192.1         | 248.9         | 140.7         | 68            | 131.1         | 164.4         | 82.1          | 26.6          | 1388.9        |
| Днів з опадами          | 2             | 4,7           | 9             | 10,7          | 15,4          | 19            | 13,2          | 11,8          | 13,7          | 14,7          | 10            | 4,7           | 128,9         |
| Вологість повітря, %    | 71.6          | 72            | 75.4          | 77.8          | 79.7          | 83.2          | 83.8          | 84.1          | 83.3          | 81.2          | 79.5          | 77.7          | 79.1          |
| ----------------------- | ------------- | ------------- | ------------- | ------------- | ------------- | ------------- | ------------- | ------------- | ------------- | ------------- | ------------- | ------------- | ------------- |
| Джерело: Weatherbase    |               |               |               |               |               |               |               |               |               |               |               |               |               |